# God in Three Persons
| Recensione     | Giudizio |
| -------------- | -------- |
| AllMusic       |          |
| Piero Scaruffi | 7/10     |

God in Three Persons è un'opera rock / concept album del gruppo statunitense di musica sperimentale The Residents, pubblicato nel 1988. Ha come protagonisti un uomo ("Mister X") e due gemelle siamesi.
Caratteristica peculiare di questo disco, oltre alle pregevoli tematiche e ottimi ritmi pop, è il modo di cantare che riempie i brani, simile al talking blues. Visto il successo che ha ricavato, la band decise di ripubblicare l'album sotto forma di colonna sonora, con la maggior parte dei pezzi in versione karaoke. Il tema musicale centrale dell'album è il riff di organo di Double Shot (of My Baby's Love) del 1960 del gruppo rock The Swingin' Medallions.
God in Three Persons risollevò la band dall'oblio dov'era caduta dopo il fallimento di Mark of the Mole, diventando uno dei lavori più acclamati del quartetto, arrivando anche ad eguagliare i dischi de "l'età d'oro" (The Commercial Album e Not Available per esempio). Inoltre, è l'unico dei progetti dei Residents ad avere il massimo voto (5 stelle su 5) nonché il contrassegno degli "album consigliati" sul sito di musica AllMusic.

## Trama
Nell'album si narra la storia di un personaggio chiamato "Mr. X", avente le caratteristiche del colonnello Parker, che trova un giorno una coppia di gemelle siamesi che hanno strani poteri di guarigione miracolosa. Egli le convince a lasciarsi sfruttare, facendogli fare vari itinerari da contea a contea sotto le spoglie di sante guaritrici che curano le masse. "Mr. X" ad un certo punto si invaghisce di una delle due ragazze, poi si rende conto che i sessi delle gemelle non sono ben identificati. Quando poi scopre che le due ragazze non sono così timide e buone come ha creduto, se ne approfitta, compiendo uno stupro vizioso in cui chiude la comunicazione tra di loro, rendendole una persona unica. Alla fine si rende conto che i suoi sentimenti per le gemelle non erano state imposte da queste ultime, ma venivano da dentro di sé.
La storia è narrata in prima persona dal "Mr. X". Egli è accompagnato da tutta la musica strumentale e con il controcanto di Laurie Amat, che agisce come un "coro greco" (e canta la prima traccia).

## Tracce

### Album
1. Main Title from 'God in 3 Persons' - 3:52
2. Hard & Tenderly - 4:36
3. Devotion? - 3:36
4. The Thing About Them - 4:05
5. Their Early Years - 4:39
6. Loss of a Loved One - 4:50
7. The Touch - 3:30
8. The Service - 5:02
9. Confused (By What I Felt Inside) - 4:37
10. Fine Fat Flies - 4:26
11. Time - 1:18
12. Silver, Sharp and Could Not Care - 3:03
13. Kiss of Flesh - 9:39
14. Pain and Pleasure - 4:35

### Colonna sonora
1. Main Titles (God in Three Persons) - 3:38
2. Hard and Tenderly - 3:44
3. The Thing About Them - 3:25
4. Their Early Years - 2:43
5. Loss of a Loved One - 3:10
6. The Touch - 2:08
7. The Service (Part 1) - 2:51
8. The Service (Part 2) - 1:28
9. Confused by What I Felt Inside - 5:37
10. Kiss of Flesh - 9:25
11. Pain and Pleasure - 2:00

## Fonti
- http://www.allmusic.com/album/god-in-three-persons-mw0000199232
- http://www.allmusic.com/artist/the-residents-mn0000420539